# ROH All Star Extravaganza
All Star Extravaganza est un pay-per-view annuel produit par la Ring of Honor (ROH), disponible uniquement en paiement à la séance, via Ustream et Destination America depuis 2015. Il s'est déroulé pour la première fois en novembre 2002 et se déroule chaque année en août ou septembre depuis 2013. 

## Historique
| Événement                 | Date              | Lieu                                     | Ville                      | Spectateurs | Événement principal |
| ------------------------- | ----------------- | ---------------------------------------- | -------------------------- | ----------- | --- |
| All Star Extravaganza     | 9 novembre 2002   | Murphy Recreational Center               | Philadelphie, Pennsylvanie |             | Shinjiro Ohtani & Masato Tanaka contre Low-Ki & Steve Corino                                                                                            |
| All Star Extravaganza II  | 4 décembre 2004   | Rex Plex                                 | Elizabeth, New Jersey      | 800         | Samoa Joe (c) contre CM Punk pour le ROH World Championship                                                                                             |
| All Star Extravaganza III | 30 mars 2007      | Michigan State Fairgrounds & Expo Center | Detroit, Michigan          | 1 000       | Team Dragon Gate (CIMA, Dragon Kid, Ryo Saito & Susumu Yokosuka) contre Team Ring of Honor (Austin Aries, Claudio Castagnoli, Delirious & Rocky Romero) |
| All Star Extravaganza IV  | 26 décembre 2008  | New Alhambra Arena                       | Philadelphie, Pennsylvanie |             | Bryan Danielson contre Jerry Lynn |
| All Star Extravaganza V   | 3 août 2013       | Mattamy Athletic Centre                  | Toronto, Ontario, Canada   | 2 500       | Forever Hooligans (c) contre The American Wolves pour les ROH World Tag Team Championship                                                               |
| All Star Extravaganza VI  | 6 septembre 2014  | Mattamy Athletic Centre                  | Toronto, Ontario, Canada   | 1 100       | Michael Elgin (c) contre Jay Briscoe pour le ROH World Championship                                                                                     |
| All Star Extravaganza VII | 18 septembre 2015 | San Antonio Shrine Auditorium            | San Antonio, Texas         | 1 000       | Jay Lethal (c) contre Kyle O'Reilly pour le ROH World Championship                                                                                      |